# Дикий, Алексей Денисович
Алексе́й Дени́сович Ди́кий (настоящая фамилия — Ди́ков) (12 (24) февраля 1889, Екатеринослав — 1 октября 1955, Москва) — русский и советский актёр, театральный режиссёр и педагог. Основатель и руководитель Студии Дикого (1931—1936), главный режиссёр Большого драматического театра (1936—1937). Народный артист СССР (1949), лауреат Сталинской премии (1946, 1947, 1949 — дважды, 1950).

## Биография

### В Российской империи
Родился 12 (24) февраля 1889 года  (по другим источникам 13 (25) февраля 1889 года) в Екатеринославе (ныне — Днепр, Украина) в бедной крестьянской семье Дениса Ефимовича и Анны Васильевны Диковых. Отец был неизлечимо болен, трудиться не мог, и всю семью кормила мать, работавшая портнихой.
С раннего детства увлёкся театром под влиянием старшей сестры, актрисы Марии Диковой, и её мужа — режиссёра и антрепренёра Украинской музыкальной драмы в Харькове Алексея Суходольского, в спектаклях которого участвовал с шести лет.
Окончил начальную школу и городское четырёхклассное училище. В 1904—1907 годах учился в Харьковском реальном училище. В 1907—1908 годах отбывал воинскую повинность вольноопределяющимся Пензенского 121-го пехотного полка. Дарование молодого артиста открыл актёр Московского Художественного театра Илья Уралов, пригласив его на обучение в студию при театре.
В 1909 году переехал в Москву и поступил на частные драматические курсы актрисы МХТ Софьи Халютиной, где занимался вплоть до 1912 года у Константина Марджанова и Вахтанга Мчеделова. 

Не знаю уж, чем руководствовались мои экзаменаторы, решившись взять в русскую театральную школу украинского хлопца с откровенным «хохлацким» выговором… но только я был принят и даже спустя некоторое время освобождён от платы за обучение… что допускалось лишь в отношении учеников, на которых возлагали известные надежды.
— Алексей Дикий, «Избранное»
В августе 1910 года вошёл в труппу МХТ, был занят в массовках. В 1911 году успешно дебютировал в роли слуги Мишки в «Ревизоре» и небольшой роли судебного пристава (дряхлого старика) в пьесе «Живой труп». В августе 1911 года поступил на драматические курсы при театре. В 1912 году была создана 1-я Студия МХТ, где Дикий продолжил сценическую деятельность. В том же году он стал руководителем сценического образования на Пречистенских рабочих курсах, где работа велась по типу 1-й студии. За два года поставил в своём драмкружке несколько одноактных пьес А. Чехова. Также работал в рабоче-крестьянском кружке-театре Уралова.
Начавшаяся в августе 1914 года Первая мировая война прервала его актёрскую карьеру. В 1914—1917 годах служил в Русской императорской армии на Кавказском фронте в чине прапорщика. Военные годы считал «безнадёжно потерянными».

### При Советской власти
С января 1918 года выступал главным образом на сцене 1-й Студии, в 1924-м преобразованной во МХАТ 2-й. В эти годы сложился как мастер острохарактерных, озорных портретов. Одновременно искал свой путь в режиссуре.
В 1919 году в Мансуровской студии выступил в качестве режиссёра в спектакле Евгения Вахтангова «Потоп» по пьесе Геннинга Бергера. В 1921 году в Театре-студии имени Ф. И. Шаляпина поставил свой первый самостоятельный спектакль — «Зелёный попугай» по пьесе Артура Шницлера, в которой уже определились характерные для него черты: пресса хвалила спектакль за колоритность, темпераментность и современность.
В 1925 году во МХАТе 2-м поставил «Блоху» Евгения Замятина, ставшую одной из его самых значительных режиссёрских работ. Также ставил спектакли и в других театрах: «Находка» Елизаветы Тараховской в Московском театре для детей, «Обращение капитана Брассбаунда» Бернарда Шоу в театре «Комедия (бывший Корша)». В Ленинградском Театре Народного дома работал с художниками-авангардистами Николаем Радловым и Аристархом Лентуловым.
B 1922—1926 годах работал также в Московском еврейском театре, где поставил «Скрипач на крыше» по мотивам «Тевье-молочника», и в Еврейской студии Белорусской ССР, где поставил «Праздник в Касриловке» Шолом-Алейхема. Спектакль стал событием, в нём были точно угаданы национальная форма, язык, психологические портреты. В 1928 году режиссёра пригласили в Тель-Авив (Палестина) в театр «Габима» для постановки спектаклей по пьесе Шолом-Алейхема «Золотоискатели» и по пьесе Кальдерона «Корона Давида». Премьера состоялась 23 мая 1929 года. В силу ряда причин Дикий покинул театр.
К 1925—1926 годам определились основные черты режиссёрского и актёрского дарования Алексея Дикого: любовь к ярким и сильным сценическим краскам, к броскости сценического рисунка, к монументальности и масштабности актёрских образов; искусство Дикого порою тяготело к балаганному комизму и к гневной сатире.
B 1925—1928 годах ставил оперы и балеты в Большом театре. В 1927—1928 годах был художественным руководителем Московского драматического театра. В 1928 году ставил в Московском театре Революции. В 1929—1930 годах вновь служил режиссёром Театра Народного дома в Ленинграде. В 1931 году возглавлял Свердловский театр драмы, где поставил пьесу «Страх» Александра Афиногенова.
В 1931 году создал и возглавил театрально-литературную мастерскую при Доме учёных, позже получившую название Студии Дикого, где вёл режиссёрскую и педагогическую работу, в частности, поставил спектакль по «Леди Макбет Мценского уезда», который высоко оценила советская пресса. Параллельно в 1932—1936 годах был художественным руководителем Московского драматического театра им. ВЦСПС. В начале 1936 года Студия Дикого была закрыта.
26 марта 1936 года назначен главным режиссёром Большого драматического театра имени М. Горького (БДТ), куда вместе с ним пришла группа молодых актёров — его бывших студийцев. Событием в истории театра стала постановка «Мещан» в июне 1937 года. Приуроченный к годовщине смерти Максима Горького, спектакль поначалу был встречен критически как в отношении постановочной концепции, так и ряда исполнителей. 23 августа того же года состоялась премьера обновлённого сценического варианта спектакля с частично изменённым составом.
17 августа 1937 года Алексей Дикий был арестован и 2 сентября 1938 года приговорён Особым совещанием при НКВД СССР по 58-й статье УК РСФСР (58-10, 11) к пяти годам лишения свободы. Для отбытия наказания был направлен в Усольлаг НКВД. 
Диалог актрисы драмтеатра Анны Никритиной и командира 16-й армии Константина Рокоссовского на фронте зимой 1942 года:

— Между прочим, с нами в камере сидел один ваш известный режиссёр.

— Мейерхольд? — взволнованно спросила Никритина.

— Нет. Алексей Дикий. Мы его били «в тёмную».

Никритина знала, что так говорят, когда бьют, накрыв шубой.

— За что?

— За дело. Он был вреднейшей «наседкой».

В тюрьме так называют осведомителя, подсаженного в камеру.
Оставшиеся без руководителя молодые актёры пришли к решению сохранить свой коллектив и почти в полном составе выехали в Сталинабад Таджикской ССР, где основали Русский драматический театр имени Вл. Маяковского.
28 августа 1941 года Особое совещание приняло решение об освобождении Дикого. Он вернулся в Москву и вступил в труппу Театра имени Е. Б. Вахтангова. В ноябре того же года с театром был эвакуирован в Омск, где в 1942 году сыграл одну из лучших своих ролей: генерала Горлова в спектакле «Фронт».

Образ Горлова, созданный Алексеем Диким, является вершиной актёрского искусства. Этот образ стоит в ряду с лучшими образами, украшающими советскую сцену. Характер генерала Горлова перерастал в исполнении Дикого в собирательный образ. Эту его роль называли обобщающим словом «горловщина».
— Рубен Симонов, «Советская культура» № 124 1955
C 1943 года активно снимался в кино. За главные роли в фильмах «Кутузов» (1943) и «Адмирал Нахимов» (1946) был удостоен Сталинских премий первой степени. Исполнение роли И. В. Сталина в фильмах «Третий удар» (1948) и «Сталинградская битва» (1949) понравилось прототипу и также было отмечено высшими премиями.
В 1944 году Дикий назначен художественным руководителем Театра-студии киноактёра и членом Художественного совета при Комитете по делам кинематографии при Совете министров СССР. В сентябре того же года перешёл в Малый театр, где служил до 1952 года, когда был переведён в Московский драматический театр имени А. С. Пушкина.

Могила А. Д. Дикого на Новодевичьем кладбище

Вёл преподавательскую деятельность. С 1948 года — профессор Театрального училища имени М. С. Щепкина. Автор мемуаров «Повесть о театральной юности» (изданы в 1957 году) и многочисленных статей по театральному искусству.
Скончался 1 октября 1955 года в Москве после продолжительной болезни. 5 октября прошла гражданская панихида и похороны на Новодевичьем кладбище (участок № 2).

### Семья
- первая жена — актриса Екатерина Ивановна Корнакова (1895—1956), ушла от Дикого к инженеру Борису Бринеру — отцу известного американского актёра Юла Бриннера[15].
- вторая жена — балерина Александра Александровна Дикая (в девичестве Боровитинова)[16]. Жена и тёща похоронены в одной могиле с артистом.

## Театральные работы

### Роли
Московский Художественный театр
- 1910 — «Живой труп» Л. Толстого — судебный пристав
- 1911 — «Ревизор» Н. Гоголя — Мишка

1-я студия МХТ, МХАТ 2-й
- 1911 — «На дне» М. Горького — Алёшка
- 1912 — «Провинциалка» И. Тургенева — Миша
- 1913 — «Гибель „Надежды“» Г. Хейерманса — Баренд
- 1917 — «Вишнёвый сад» А. Чехова — Епиходов
- 1917 — «Иванов» А. Чехова — Львов
- 1919 — «Сверчок на печи» по Ч. Диккенсу — Джон Пирибингль
- 1921 — «Эрик XIV» А. Стриндберга — герцог Иоанн
- 1924 — «Расточитель» Н. Лескова — Молчанов
- 1925 — «Блоха» по Н. Лескову — Матвей Иванович Платов

Театр имени Е. Б. Вахтангова
- 1941 — «Перед заходом солнца» Г. Гауптмана — Матиас Клаузен
- 1942 — «Фронт» А. Корнейчука — генерал Горлов

Малый театр
- 1948 — «Доходное место» А. Островского — Досужев
- 1948 — «Южный узел» А. Первенцева — И. В. Сталин
- 1949 — «Мещане» М. Горького — Тетерев
- 1949 — «Заговор обречённых» Н. Вирты — Коста Вара
- 1949 — «Незабываемый 1919-й» В. Вишневского — И. В. Сталин
- 1951 — «Живой труп» Л. Толстого — Артемьев

### Постановки
Театр-студия имени Ф. И. Шаляпина
- 1921 — «Зелёный попугай» А. Шницлера

Московский театр для детей при Моссовете
- «Пиноккио» по К. Коллоди
- «Находка» Е. Тараховской

Театр «Комедия (бывший Корш)»
- «Обращение капитана Брассбаунда» Б. Шоу
- «Тень осла» Л. Фульды

1-я студия МХТ
- 1923 — «Герой» Дж. Синга

МХАТ 2-й
- 1925 — «Блоха» по Н. Лескову

Драматический театр Народного дома (Ленинград)
- «Землетрясение» П. Романова (совместно с Н. Радловым)
- 1925 — опера «Степан Разин» П. Триодина (совместно с А. Лентуловым)
- 1930 — «Первая Конная» В. Вишневского

Московский еврейский театр
- «Скрипач на крыше» по роману Шолом-Алейхемa «Тевье-молочник»
- «Праздник в Касриловке» Шолом-Алейхема

Большой театр
- 1925 — «Степан Разин», опера П. Триодина
- 1927 — «Любовь к трем апельсинам», опера С. Прокофьева
- 1928 — «Красный мак», балет Р. Глиэра

Театр Революции
- 1928 — «Человек с портфелем» А. Файко[17]

Свердловский театр драмы
- 1928 — «Страх» А. Афиногенова.

Театр-студия под руководством А. Д. Дикого
- 1931 — «Леди Макбет Мценского уезда» по Н. Лескову

Московский драматический театр имени ВЦСПС
- 1932 — «Матросы из Каттаро» Ф. Вольфа
- 1933 — «Девушки нашей страны» И. Микитенко
- 1933 — «Вздор» К. Финна
- 1934 — «Интермедия» по М. Сервантесу в переводе А. Островского
- 1935 — «Глубокая провинция» М. Светлова

Ленинградский БДТ
- 1936 — «Матросы из Каттаро» Ф. Вольфа
- 1937 — «Большой день» В. Киршона,
- 1937 — «Пушкинский спектакль» («Моцарт и Сальери», «Русалка», «Сцены из рыцарских времен») А. Пушкина
- 1937 — «Мещане» М. Горького

Театр имени Е. Б. Вахтангова
- 1941 — «Олеко Дундич» A. Ржешевского и М. Каца
- 1941 — «Русские люди» К. Симонова

Малый театр
- 1936 — «Смерть Тарелкина» А. Сухово-Кобылина
- 1946 — «Мещане» М. Горького
- 1948 — «Московский характер» А. Софронова (совместно с Е. Страдомской)
- 1950 — «Калиновая роща» А. Корнейчука
- 1950 — «Люди доброй воли» Г. Мдивани
- 1951 — «Настя Колосова» В. Овечкина

Московский драматический театр имени А. С. Пушкина
- 1953 — «Тени» по пьесе М. Салтыкова-Щедрина[18]
- «Горячее сердце» А. Островского

## Фильмография

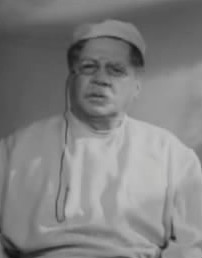
Хирург
Василий Васильевич
«Повесть о настоящем человеке» (1948)

| Год  |     | Название                                     | Роль               |
| ---- | --- | -------------------------------------------- | ------------------ |
| 1919 | кор | Чем ты был?                                  | Иван Сотый         |
| 1921 | кор | Андрей Гудок                                 | Андрей Гудок       |
| 1934 | ф   | Восстание рыбаков                            | Кеденек            |
| 1941 | ф   | Боевой киносборник № 6 (новелла «Ненависть») | старик             |
| 1943 | ф   | Кутузов                                      | Кутузов            |
| 1946 | ф   | Адмирал Нахимов                              | Нахимов            |
| 1947 | ф   | Пирогов                                      | Нахимов            |
| 1947 | ф   | Рядовой Александр Матросов                   | Сталин             |
| 1948 | ф   | Третий удар                                  | Сталин             |
| 1948 | ф   | Повесть о настоящем человеке                 | Василий Васильевич |
| 1949 | ф   | Сталинградская битва                         | Сталин             |
| 1949 | док | Малый театр и его мастера                    | камео              |

## Звания и награды
- заслуженный артист РСФСР (21 декабря 1933);
- орден Ленина (14 апреля 1944) — за исполнение заглавной роли в фильме «Кутузов»[19];
- Сталинская премия первой степени (1946) — за исполнение заглавной роли в фильме «Кутузов»;
- народный артист РСФСР (5 ноября 1947)[20];
- Сталинская премия второй степени (1949) — за исполнение роли И. В. Сталина в фильме «Третий удар»;[21];
- Сталинская премия первой степени (1949) — за постановку спектакля «Московский характер» А. В. Софронова;[21];
- народный артист СССР (26 октября 1949) — за выдающиеся заслуги в развитии советского театрального искусства и в связи с 125-летием со дня основания Государственного ордена Ленина Академического Малого театра[22];

- орден Трудового Красного Знамени (26 октября 1949)[23];
- МКФ в Готвальдове — премия победы, фильм «Сталинградская битва» (1949)[источник не указан 701 день];
- МКФ в Марианских Лазнях — главная премия, фильм «Сталинградская битва» (1949)[источник не указан 701 день];
- Сталинская премия первой степени (1950) — за исполнение роли И. В. Сталина в фильме «Сталинградская битва»[18].

## Память
В Москве именем режиссёра названы:
- Улица Алексея Дикого, на которой под № 16 расположен его дом-музей.
- В 1957 году на доме, где жил режиссёр (улица Тверская, дом 19), установлена мемориальная доска (скульптор Д. Д. Стреляев).